# Odyssey 5
(Tagline della serie televisiva)
Odyssey 5 è una serie televisiva di produzione canadese del 2002 creata da Manny Coto.
I primi quattordici episodi della serie vennero trasmessi in prima visione sulla rete televisiva statunitense Showtime dal 21 giugno 2002 e il 13 settembre 2002; gli ultimi sei andarono invece in onda sulla canadese Space tra il gennaio e il febbraio 2003. In Italia è stata trasmessa in prima visione su AXN a partire dal 6 ottobre 2006.

## Trama
Dopo aver assistito con orrore alla distruzione della Terra dallo Spazio dove stavano avviando un satellite militare, un gruppo di astronauti in orbita sullo shuttle Odyssey – composto dal comandante Chuck Taggart, suo figlio Neil, il Dr. Kurt Mendel, la reporter Sara Forbes e l'astronauta Angela Perry – ha la possibilità di tornare indietro nel tempo grazie all'intervento di un misterioso individuo che si fa chiamare il Cercatore (The Seeker). Il suo mondo, così come altre decine di mondi e ora la Terra, è stato distrutto da forze sconosciute; l'uomo dà la possibilità ai cinque astronauti di tornar indietro nel tempo di cinque anni per tentare di fermare la distruzione del loro pianeta.
In seguito viene rivelato che sulla Terra agiscono potenti intelligenze che a tratti sembrano provenire da una realtà parallela, a tratti sembrano essere nate e vivere dentro il web a partire dall'opera di un gruppo di scienziati che faceva guerreggiare tra loro i propri software di Intelligenza Artificiale fino a che questi programmi non si sono evoluti acquisendo una volontà propria. Questi esseri, chiamati Senzienti (Sentients), godono di un'intelligenza superiore, che però non del tutto comprende la realtà umana.

## Personaggi e interpreti
- Chuck Taggart, interpretato da Peter Weller.
- Kurt Mendel, interpretato da Sebastian Roché.
- Neil Taggart, interpretato da Christopher Gorham.
- Sarah Forbes, interpretata da Leslie Silva.
- Angela Perry, interpretata da Tamara Craig Thomas.

## Episodi
| Stagione       | Episodi | Prima TV originale | Prima TV Italia |
| -------------- | ------- | ------------------ | --------------- |
| Unica stagione | 20      | 2002-2003          | 2006            |